# QuikSCAT
QuikSCATは、アメリカ海洋大気庁等に海洋上の風速と風向の推定を提供する地球観測衛星である。1997年6月に故障したアメリカ航空宇宙局の散乱計衛星(NASCAT)の代替として打ち上げられた。1999年6月19日に打ち上げられ、設計寿命は2年から3年であったが、実際は10年以上稼働し、2009年11月23日頃にアンテナを回転させるモーターのベアリングに不具合が発生して運用を停止した。
QuikSCATは正常運用している間に毎日1800kmの幅の風の情報を集めていた。QuikSCATは現在は太陽同期軌道にあり、なお特定の地域の有用な遠隔測定データや宇宙に存在する散乱計の正確さに関する実験手法を提供している。

## 製造と打上げ

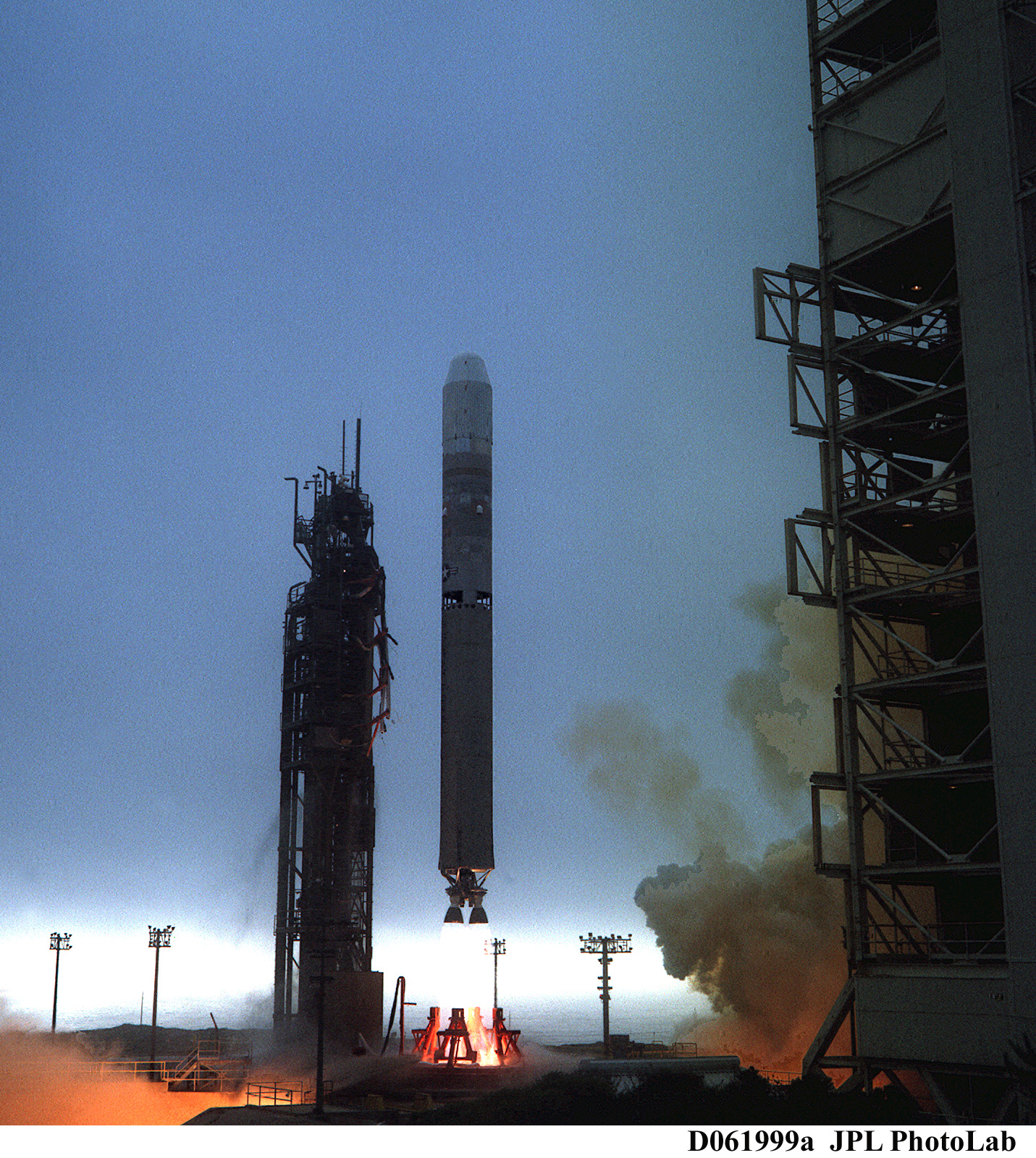
1999年6月19日の打上げ

1996年、日本の人工衛星みどりに乗せられたNASCATが打ち上げられた。この衛星は、世界中の海洋上を吹く風を数年に渡って記録するように設計された。しかし、1997年に予期せぬ故障が起こり、NASCATの運用は早期に終了した。このミッションに続いて、NASAは代替となるような新しい人工衛星の製造を開始した。2つの衛星のデータの間のギャップを限られたものにするために、できるだけ早く製造し、打ち上げられるように計画された。ちょうど12ヶ月後、QuikSCAT衛星が完成し、打上げ準備が整った。これは、1950年代以降、NASAで最も速く進行したミッションとなった。
QuikSCATプロジェクトには、打ち上げやミッションの運用も含め、当初9300万ドルの予算が付けられた。1998年11月から続いた一連のタイタンロケットの打上げ失敗によってQuikSCATの打上げは遅れ、さらに500万ドルの費用が必要となった。
衛星には、SeaWinds scatterometerという新しい機器が設置された。特殊なマイクロ波レーダーであるSeaWinds scatterometerは、海面近くの風の速度と方向の両方を測定できた。2つのレーダーと回転アンテナを備え、1日で世界中の海の90％のデータを記録することができた。毎日おおよそ40万の風測定データを記録しており、それぞれが1800kmの幅の地域を含む。ジェット推進研究所とNSCATチームは共同で、ボール・エアロスペース&テクノロジーズから部品の提供を受け、ゴダード宇宙センターで製造した。
記録的な製造の速さを称えられ、プロジェクトで働く技術者はAmerican Electronics Achievement Awardを受賞した。通常、契約先の選択と開発の開始に1年程度かかるところ、今回はわずか1ヶ月で行われた。
新しく製造された衛星は、タイタンIIロケットにより、ヴァンデンバーグ空軍基地から1999年6月19日19時15分(PDT)に打ち上げられた。約2分30秒後、バハ・カリフォルニア半島上空で第1エンジンが停止して第2エンジンが点火した。1分後、ロケット先端のノーズ・コーンが2つのパーツに分かれた。16秒後、ロケットは衛星を太陽から守るために向きを変えた。次の約48分間、2つの機体は南極大陸上空を飛び、マダガスカル上空に入り、ここでロケットは予定高度の800kmに達した。
打上げから59分後、衛星はロケットから切り離され、地球の円軌道に入った。その直後に太陽電池アレイが展開し、8時32分(PDT)に衛星とノルウェイの追跡基地の間の接続が確立された。次の2週間は、エンジンに点火され、位置や軌道の調整が行われた。打上げから18日後、散乱計が起動し、12人から構成されるチームは、QuikSCATの機能に関する詳細なデータを受けた。軌道投入から1ヶ月後、チームはチェックを終え、QuikSCATは地球の周回を始めた。NASAは2年間の運用を予定していた。

NASAとNOAAは次世代のQuikScatを検討したが、後継機がすぐには準備できないため、地上に残っていたハードウエア(QuikScatとADEOS-2「みどり」用に開発していたもの)を利用して国際宇宙ステーション(ISS)で観測する事が提案された。この装置は、2014年にISSに運ばれてISS-RapidScatとして2年間観測を行う予定。

## 利用

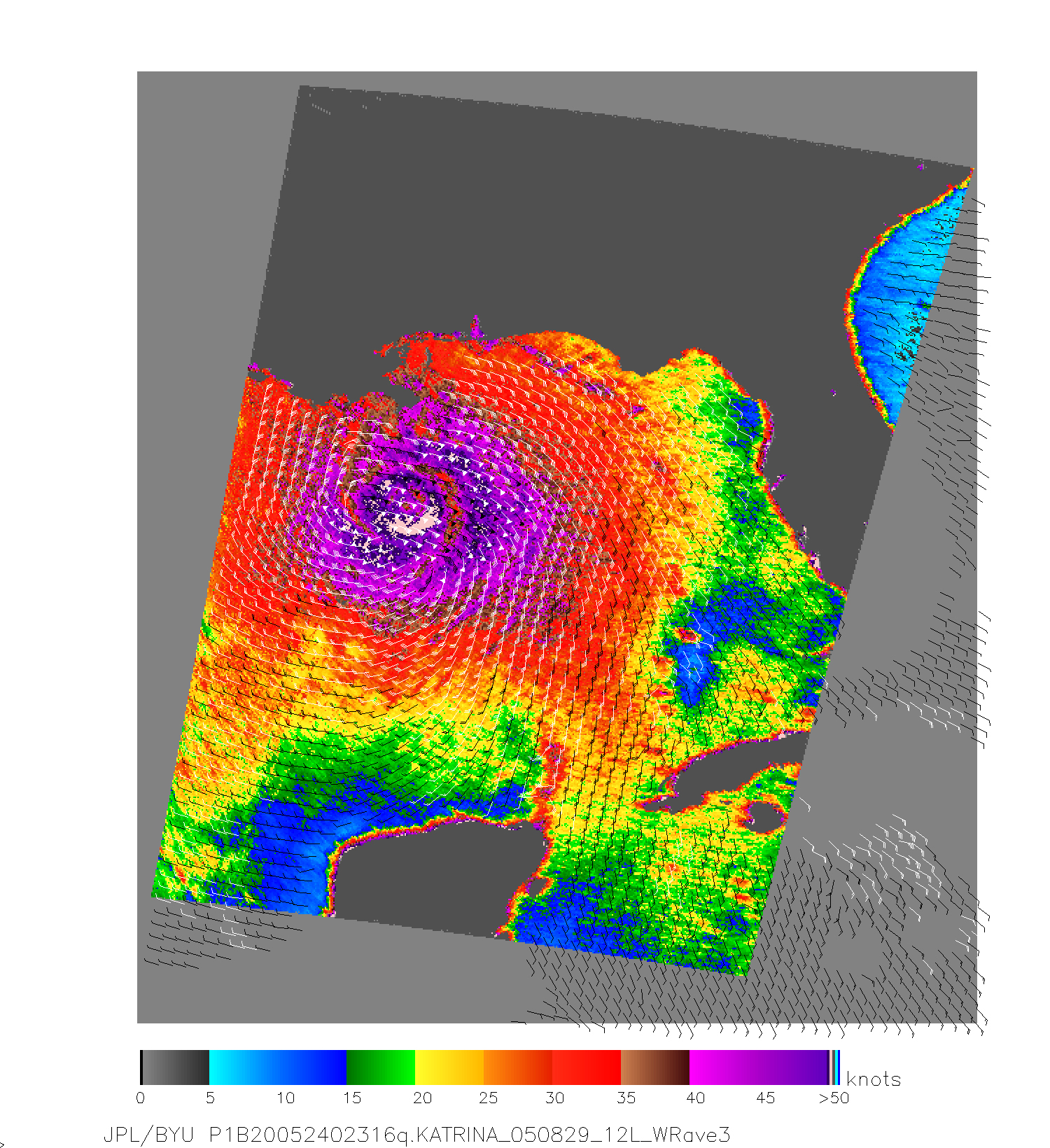
2005年8月28日、メキシコ湾上空のハリケーン・カトリーナのQuikSCATによる画像

起動からそれほど経たない内に、衛星に集められたデータは、熱帯低気圧の予報に非常に有用であることが明らかとなった。海面上の風速を記録する散乱計の能力により、気象学者は、低気圧が形成されるか否か決定することができ、構造や強さが急に変化することを予測する能力が向上した。QuikSCATは誤り無しに世界中から集めたデータを継続的に提供した。SeaWinds scatterometerによって捕捉された最初の熱帯低気圧は、西太平洋で発生したオルガ台風であった。このシステムは、7月28日から8月初めに終了するまで、衛星によって常に監視された。QuikSCATプロジェクトのメンバーは、この衛星が気候学研究、気象予測、海洋学研究に重要な役割を果たすようになると信じていた。
2000年、人々の間で気象予測の精度が上がったと言われていたのは、QuikSCATのデータによるところが大きい。この年の間、衛星は風向を記録し始め、嵐が発達する時期をより精度高く予想することができるようになった。また、かつてはギャップとなっていた領域のデータもリアルタイムで提供されるようになった。
データの他の利用法としては、沖合風力発電の資源評価等がある。WindScanは、特にこの目的のために衛星のデータを活用している。

## 2007年のビル・プロエンザによる論争

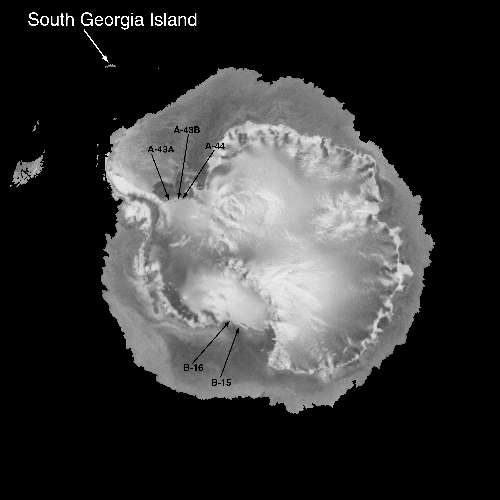
2000年5月24日の南極大陸

2007年、当時の国立ハリケーンセンター長のビル・プロエンザは、QuikSCATの喪失は、ハリケーンの予測の質に大きな存在を及ぼすと表明した。これは、バッテリーの異常により電力が制限され、一時的に観測が停止したことを受けたものだった。彼は、QuikSCATからのデータがなかった3日間の予測は、約16%精度が低下したと主張した。しかし、これは誇張であることが判明し、結果として彼はセンター長を辞することになった。衛星はハリケーンの勢力を予測するのに役立つが、実際は、軌道には同様の機器を備えた別の衛星もあり、同じような情報を記録することができていた。

## 2009年のセンサの喪失

アンテナが止まる直前のQuikSCATのデータによる最後の画像

2009年中頃、QuikSCATプロジェクトは、アンテナがリアルタイムでデータを提供することを可能としていたベアリングが徐々に劣化していることに気付いた。ベアリングは、これまでの9年間よりも大きな摩擦を生じるようになった。この摩擦はアンテナの回転を遅くし、QuikSCATのデータ収集にギャップを生じさせ、2009年11月23日にはついにアンテナが故障した。故障に際し、衛星はミッションの終わりに近づいているようであり、もはや使うことができないと発表された。衛星のセンサは7時00分(UTC)頃に停止が確認された。使えなくなったのはリアルタイムの撮像装置だけであり、長期的なデータ収集は運用が続けられた。NASAによると、故障は寿命によるものであった。停止した機構の設計寿命はわずか5年間であったが、その約2倍のおよそ10年間も運用された。